# Francheville (Orne)
Francheville ist eine Gemeinde im französischen Département Orne in der Normandie. Sie gehört zum Arrondissement Alençon und zum Kanton Sées. Nachbargemeinden sind Avoine im Nordwesten, Tanques und Fleuré im Norden, Boischampré mit Vrigny im Nordosten, La Bellière im Südosten, La Lande-de-Goult im Süden und Boucé im Südwesten.

## Bevölkerungsentwicklung
| Jahr      | 1962 | 1968 | 1975 | 1982 | 1990 | 1999 | 2008 | 2015 |
| --------- | ---- | ---- | ---- | ---- | ---- | ---- | ---- | ---- |
| Einwohner | 185  | 163  | 163  | 143  | 141  | 122  | 134  | 154  |